# Црква Светог великомученика Пантелејмона у Хан Пијеску
Црква Светог великомученика Пантелејмона је храм Српске православне цркве који се налази у Хан Пијеску у Републици Српској. Припада епархији зворничко-тузланској, сједиште је парохије. Посвећена је Светом Пантелејмону.

## Историја
Првобитна црква у Хан Пијеску саграђена је 1923. године, а кумовао јој је лично краљ Александар Први Карађорђевић који је често боравио у својој резиденцији у Хан Пијеску. Овај храм се налазио недалеко од данашњег, у близини споменика и спомен-костурнице пострадалим борцима из Другог свјетског рата. Стари храм су авионима бомбардовале и порушиле усташе 1942. године. Од некадашњег храма сачувана су само три звона, једно звоно је поклон краља Александра Карађорђевића. Том приликом је изгорјела и сва архивска грађа.
Градње новог једнобродног храма почела је 1972. године. Темеље новог храма осветио је епископ зворничко-тузлански Лонгин. Храм је зидан сигом, димензија 17,99 х 12,72 m, а покривен је бакром. Градња цркве је завршена 1979. године.